# Pavilhão Philips

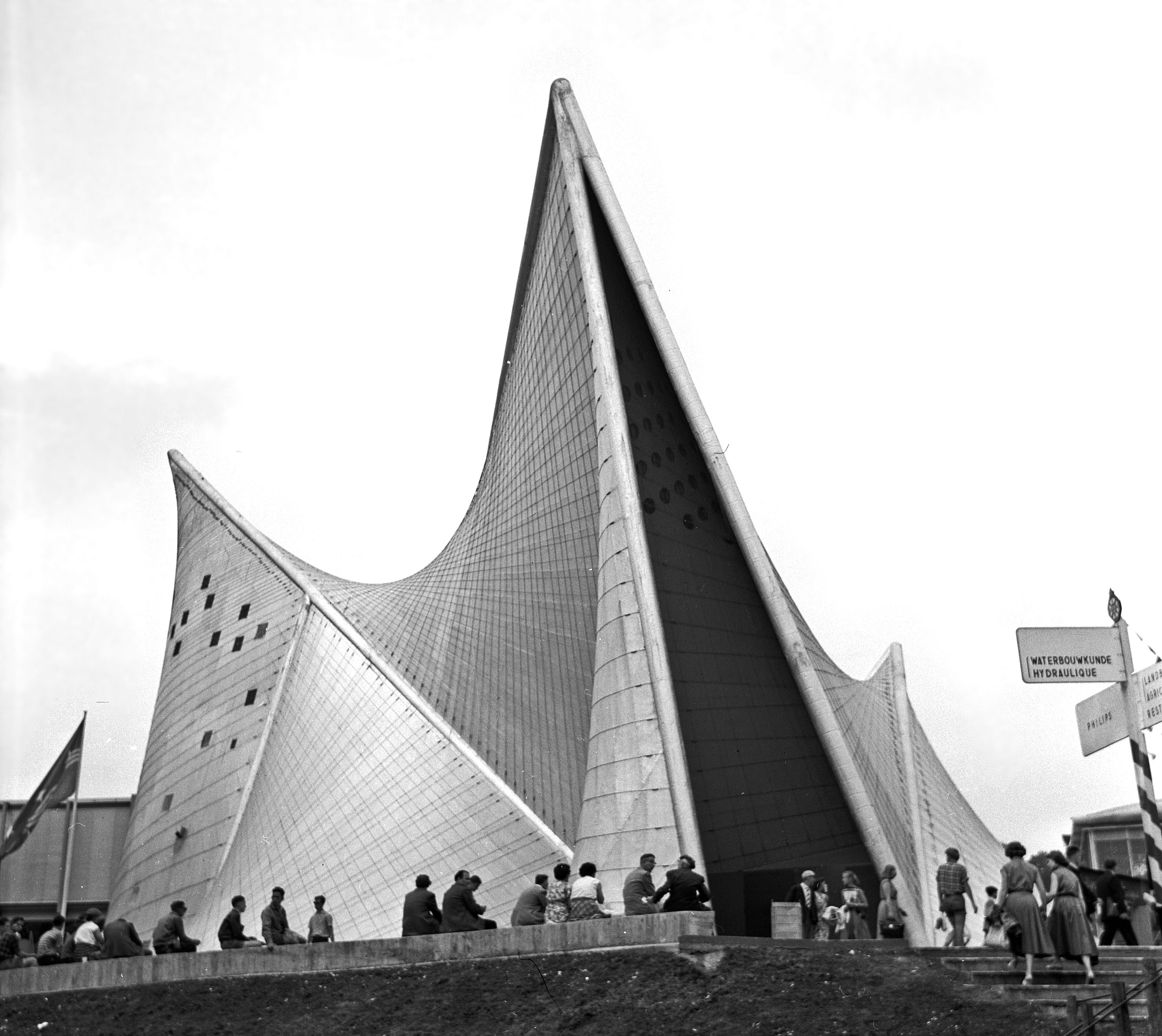
Pavilhão Philips, Expo 58, Bruxelas

Pavilhão Philips é um edifício projetado por Le Corbusier e Iannis Xenakis, localizado em Bruxelas, Bélgica. A construção foi executada para a Expo 58. Sua concepção baseia-se em superfícies derivadas de uma mesma linha parabólica. Os princípios da arquitetura do edifício foram os mesmos utilizados nas peças musicais "Metastasis" e "Concret PH", de Xenakis.

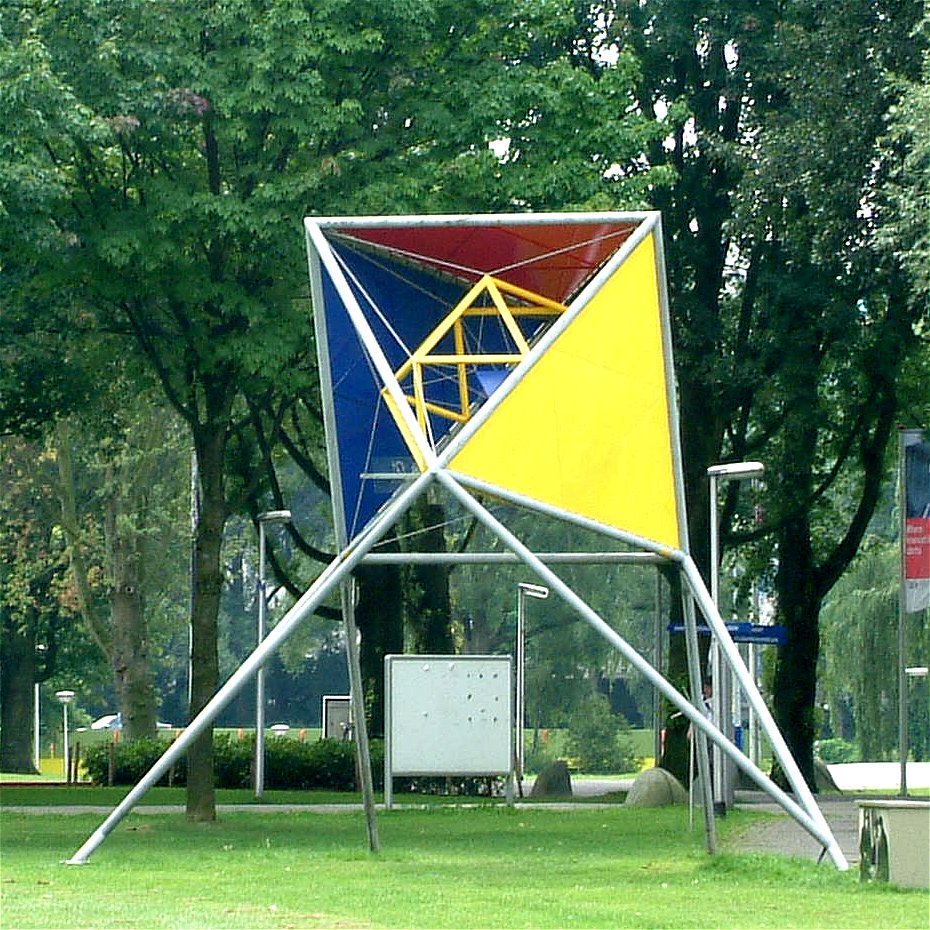
Le Poème Électronique. Le Corbusier. 1958.

## História
Um dos primeiros e mais significativos exemplos da colaboração entre música eletrônica e arquitetura, são encontradas nas obras "Concret PH" (Iannis Xenakis, 1958) e "Poème Èlectronique" (Edgar Varèse, 1958) escritas para serem executadas especificamente no Pavilhão da Philips por ocasião da Feira Mundial de Bruxelas de 1958. As músicas foram criadas com a  preocupação de destacar a dimensão espacial do som quando executadas dentro do pavilhão.
Em Concret PH, Xenakis utilizou como única fonte sonora, samplers de sons oriundos de uma usina de beneficiamento de carvão, aplicando princípios matemáticos e arquitetônicos, redundando em lentas alterações na densidade das massas sonoras e criando grandes fluxos de curvas frequenciais (ou seja, faz uma referência direta ao significado das letras "PH" - parabolóide e hiperbólica) referidas no título da composição. Este trabalho de Xenakis demonstra a dimensão espacial da composição e execução musicais.
A peça "Poème électronique", de Edgar Varèse utiliza uma extensa gama de sons como material básico, apresenta também um conciso senso de estrutura (conceito derivado da arquitetura), de 'som organizado', como a qualificou o próprio compositor, que a caracterizou como sendo mais do que uma simples colagem de sons.
Mais tarde, Le Corbusier concebeu a escultura "Le Poème Électronique", inspirada na estrutura da composição de Varèse.
No caso do Pavilhão da Philips, foram instalados 350 alto-falantes individuais o que, tendo sido o edifício projetado por Le Corbusier e Xenakis, possibilitou uma relação íntima entre música e espaço arquitetônico. O uso de alto-falantes posicionados em volta da audiência e o uso intensivo de efeitos em estéreo nas gravações serviu para demonstrar que um som relativamente insignificante pode assumir uma grande proporção quando experienciado em um espaço projetado tridimensionalmente para a sua execução, uma concepção já utilizada anteriormente por construtores de templos e catedrais, por exemplo.